# Petr Pohl
Petr Pohl (* 28. August 1986 in Kopřivnice, Tschechoslowakei) ist ein deutsch-tschechischer Eishockeyspieler, der seit November 2023 beim TSV 1862 Erding aus der viertklassigen Bayernliga unter Vertrag steht und dort auf der Position des rechten Flügelstürmers spielt. Zuvor absolvierte Pohl unter anderem jeweils über 200 Partien in der tschechischen Extraliga und der Deutschen Eishockey Liga (DEL).

## Karriere
Pohl begann seine Karriere in der Saison 2000/01 im Nachwuchsbereich des HC Vítkovice. Im Sommer 2003 erfolgte sein Wechsel nach Nordamerika in die Ligue de hockey junior majeur du Québec (LHJMQ), wo er für zwei Spielzeiten bei den Olympiques de Gatineau spielte. Die Olympiques hatten ihn beim CHL Import Draft 2003 als Gesamtvierten gezogen. Ab der Saison 2005/06 stand der Angreifer für den Ligakonkurrenten Titan d’Acadie-Bathurst auf dem Eis. Beim NHL Entry Draft 2004 wählten ihn die Columbus Blue Jackets in der fünften Runde als insgesamt 133. Spieler aus.
Zwischen 2006 und 2009 stand der Angreifer bei Syracuse Crunch, dem damaligen Farmteam der Blue Jackets, aus der American Hockey League unter Vertrag, wo er aber nur selten Einsätze erhielt und meist in der ECHL bei den Dayton Bombers und später bei den Johnstown Chiefs eingesetzt wurde, zwischenzeitlich wurde Pohl in die Central Hockey League an die Youngstown SteelHounds abgegeben. Im Sommer 2009 wechselte der Tscheche zurück nach Europa und stand zu Beginn der Saison beim finnischen Erstligisten SaiPa unter Vertrag, bevor er während der laufenden Spielzeit für eine Partie in die zweite Liga zu Mikkelin Jukurit ausgeliehen wurde. Ab der Saison 2010/11 war Pohl wieder in seinem Heimatland für seinen Ausbildungsverein HC Vítkovice Steel aktiv und verließ den Verein zur Saison 2012/13 in Richtung HC Energie Karlovy Vary.
Im Mai 2014 erfolgte sein Wechsel in die Deutsche Eishockey Liga (DEL), wo er bis zum Ende der Saison 2015/16 für die Eisbären Berlin auflief. Zur Saison 2016/17 wechselte er innerhalb der DEL zum ERC Ingolstadt. Zwischen 2017 und Dezember 2018 stand Pohl bei den Nürnberg Ice Tigers unter Vertrag. Im August 2018 erlitt er eine Gehirnerschütterung, so dass er den Saisonbeginn verpasste. Im November 2018 trainierte er beim HC Sparta Prag mit, löste seinen Vertrag bei den Nürnberg Ice Tigers auf und erhielt anschließend einen Probevertrag bei den Grizzlys Wolfsburg.
Zu Beginn der Saison 2019/20 war Pohl vereinslos, ehe er im Oktober 2019 von den Dresdner Eislöwen aus der DEL2 verpflichtet wurde und dort vor allem zum Saisonende hin zum Leistungsträger avancierte. Nach der Saison erhielt er keine Vertragsverlängerung und verließ den Club. Anschließend war er vereinslos, ehe er im November 2020 von den Eispiraten Crimmitschau aus der DEL2 unter Vertrag genommen wurde. Dort verbrachte der Deutsch-Tscheche ein Jahr, ehe er im Sommer 2021 zum ECDC Memmingen in die drittklassige Oberliga weiterzog. Im Februar 2023 kehrte Pohl in die DEL2 zurück, als er einen Vertrag beim EV Regensburg unterschrieb. Im Oktober 2023 verließ er den Klub wenige Wochen nach dem Saisonstart. Anschließend wechselte Pohl Ende November 2023 zum TSV 1862 Erding in die viertklassige Bayernliga, mit denen er die Hauptrunde als punktbeste Mannschaft auf dem ersten Platz abschloss. In den Playoffs schied das Team im Halbfinale aus.

### International
Mit der tschechischen U20-Auswahl nahm Pohl an der U20-Weltmeisterschaft 2006 teil und belegte den sechsten Platz. Für die Herren-Nationalmannschaft absolvierte von 2013 bis 2015 insgesamt zehn Länderspiele.

## Erfolge und Auszeichnungen
- 2004 Coupe-du-Président-Gewinn mit den Olympiques de Gatineau
- 2004 Teilnahme am CHL Top Prospects Game
- 2011 Tschechischer Vizemeister mit dem HC Vítkovice Steel

## Karrierestatistik
Stand: Ende der Saison 2023/24

### International
Vertrat Tschechien bei:
- U20-Junioren-Weltmeisterschaft 2006

(Legende zur Spielerstatistik: Sp oder GP = absolvierte Spiele; T oder G = erzielte Tore; V oder A = erzielte Assists; Pkt oder Pts = erzielte Scorerpunkte; SM oder PIM = erhaltene Strafminuten; +/− = Plus/Minus-Bilanz; PP = erzielte Überzahltore; SH = erzielte Unterzahltore; GW = erzielte Siegtore; 1 Play-downs/Relegation; Kursiv: Statistik nicht vollständig)

## Sonstiges
Da der Großvater von Petr Pohl deutsche Wurzeln hat, besitzt Pohl neben der tschechischen auch die deutsche Staatsbürgerschaft.